# Raión de Chaplynka
Chaplynka (en ucraniano: Чаплинський район) es un raión o distrito de Ucrania en el óblast de Jersón. 
Comprende una superficie de 1722 km².
La capital es la ciudad de Chaplynka.

## Demografía
Según estimación 2010 contaba con una población total de 36593 habitantes.

## Otros datos
El código KOATUU es 6525400000. El código postal 75200 y el prefijo telefónico +380 5538.